# Claire Bové

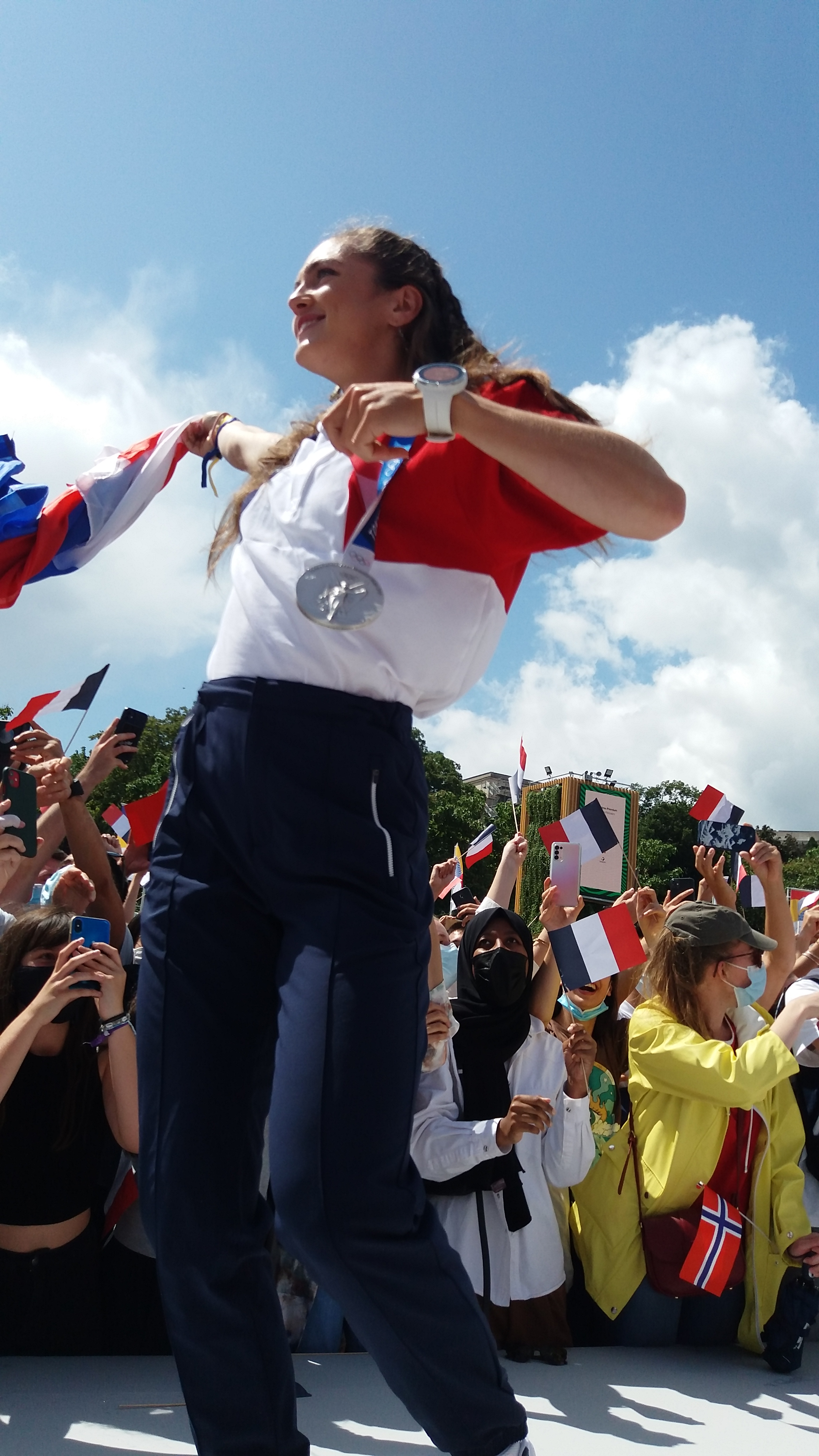
Claire Bové und ihre olympische Silbermedaille (2021)

Claire Bové (* 3. Juni 1998 in Aubergenville) ist eine französische Leichtgewichts-Ruderin. Sie war 2021 Olympiazweite im Leichtgewichts-Doppelzweier.

## Sportliche Karriere
Claire Bové begann 2011 mit dem Rudersport. Bei den Junioren-Weltmeisterschaften 2015 belegte sie den vierten Platz mit dem Doppelvierer, 2016 war sie Achte mit dem Doppelzweier.
Bei den Europameisterschaften 2017 erreichte sie mit Laura Tarantola den fünften Platz im Leichtgewichts-Doppelzweier. Vier Monate später bei den Weltmeisterschaften belegten die beiden den siebten Platz. Dazwischen hatte Bové noch den fünften Platz im Leichtgewichts-Einer bei den U23-Weltmeisterschaften erreicht. 2018 traten Bové und Tarantola zwar im Weltcup zusammen an, Bové brach aber die Saison ab und Tarantola fuhr den Rest der Saison im Leichtgewichts-Einer. Ende 2018 nahm Bové das Training wider auf. Bei den Europameisterschaften 2019 gewannen Bové und Tarantola die Silbermedaille hinter den Weißrussinnen. Bei den Weltmeisterschaften in Linz/Ottensheim wurden die Französinnen Fünfte. Ebenfalls Fünfte wurden sie bei den Europameisterschaften 2020. 2021 startete Bové bei den Europameisterschaften in Varese im Leichtgewichts-Einer und gewann die Bronzemedaille. Bei den Olympischen Spielen in Tokio ruderten Tarantola und Bové wieder gemeinsam und gewannen die Silbermedaille hinter den Italienerinnen Valentina Rodini und Federica Cesarini.
2022 bei den Europameisterschaften in München erruderten Bové und Tarantola die Silbermedaille hinter den Britinnen und vor den Italienerinnen. Bei den Weltmeisterschaften wurden die beiden Vierte mit zwei Sekunden Rückstand auf die drittplatzierten Irinnen. 2023 erreichten die Französinnen hinter Britinnen und Griechinnen den dritten Platz bei den Europameisterschaften in Bled. Bei den Weltmeisterschaften in Belgrad wurden sie Elfte. 2024 siegten Bové und Tarantola in der Qualifikationsregatta für die Olympischen Spiele. Bei den Olympischen Spielen in Paris gewannen die beiden das B-Finale und belegten damit den siebten Platz in der Gesamtwertung.